# Celia Birtwell
Celia Birtwell, född 2 januari 1941 i Bury, Greater Manchester, är en brittisk textildesigner och modedesigner, känd för sin distinkta djärva, romantiska och feminina design, som är influerad av Picasso och Matisse, och den klassiska världen. Hon var välkänd för sina tryck som representerade 1960/1970-talen. Efter en period borta från rampljuset återvände hon till modet i början av 2000-talet.

## Biografi

### Barndom och ungdom

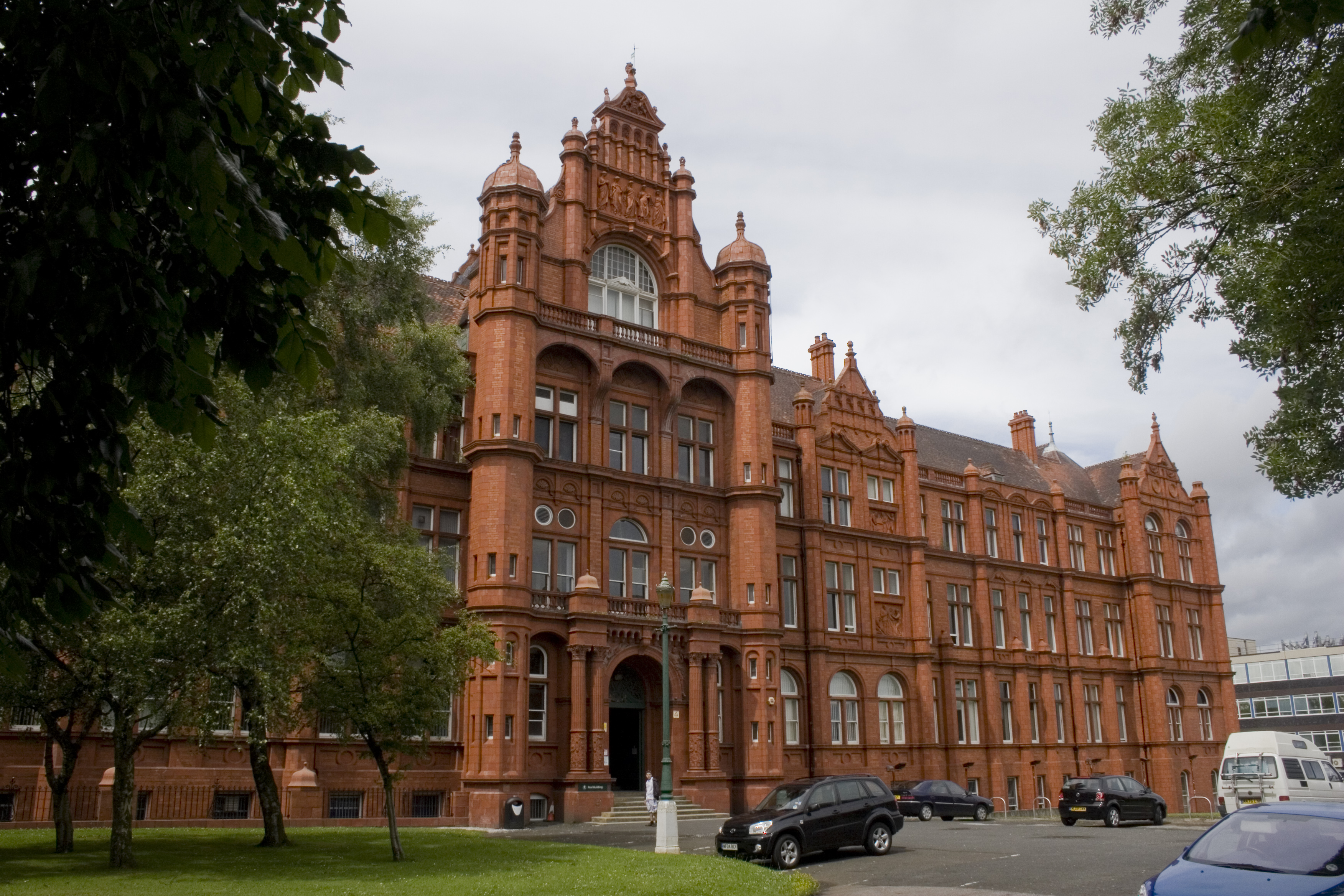
Peel Building, University of Salford, tidigare Royal Technical College, Salford

Birtwell föddes i Bury och växte upp i Prestwich, båda då i Lancashire. Från 13 års ålder studerade hon textildesign vid Royal Technical College, Salford. I en intervju för BBC-tv:s Inside Out North West i januari 2014 mindes Ossie Birtwell att han deltog i fester med nakna modeller på översta våningen på Technical College (bilden) och han träffade ofta konstnären L.S. Lowry, en före detta student som ofta besökte högskolan och det intilliggande biblioteket. 1959 träffade Birtwell modedesignern Ossie Clark i Cona Coffee Bar i Manchester, och de gifte sig 1969 efter att ha återintroducerats när de båda studerade i London.

### Ossie Clark

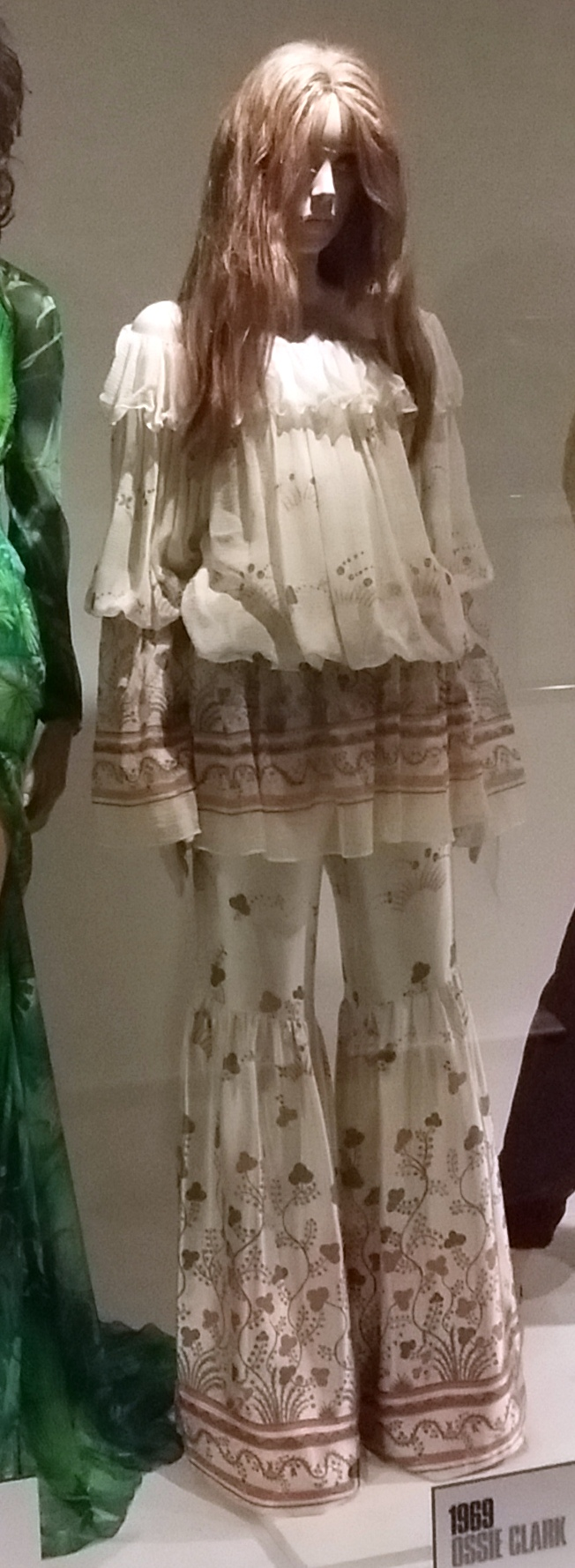
Ossie Clarks byxdress i chiffong och satin i Celia Birtwells 'Botticelli'-tryck, 1969

Celia Birtwell och Ossie Clark hade ett nästan perfekt äktenskap och deras arbete tillsammans bidrog till att definiera eran. Samarbetet började med en kollektion från 1966 åt boutiquen Quorum i London, som de delade med designern Alice Pollock. Det var Clark som började med den moderna catwalkshowen: den tidigare processionen av kläder gjordes till musik, Londons "glitterati" bjöds in och showerna blev event.

Han var ett geni, bättre än Yves Saint Laurent. Hans snitt – även om han tog det från 1930-talet, hade han sin egen syn på det – även fylliga kvinnor kändes snygga. Han klädde inte bara de smalaste, vilket alltid är lättare. Jag tyckte att hans plagg var underbara. Jag brukade se [deras] konstruktion och hur han blev upphetsad över hur han skulle sätta på en ny ärm. Han var en riktig konstnär. – Celia Birtwell
Birtwell arbetade hemma och designade textilier åt Clark, som kunde använda sin skicklighet i skärning och förståelse för form, tillsammans med sina kunskaper om tyger och texturer för att producera haute couture för 1960-talets kultur. Detta medförde arbete för Rolling Stones, Beatles, Jimi Hendrix och Pink Floyd, såväl som Pattie Boyd, Marianne Faithfull, Bianca Jagger, Verushka, Paloma Picasso, Talitha Getty och många andra kändisar.

### Familj
Celia Birtwell och Ossie Clark hade två barn tillsammans, Albert (född 1969) och George (född 1971), men deras privata förhållande försämrades och de skilde sig 1974.

### David Hockney
Birtwell har varit en musa för målaren David Hockney sedan 1968, och finns i många av hans målningar, inklusive Mr and Mrs Clark and Percy (1970–1971), en av Hockneys mest hyllade och en av de mest sedda målningarna i galleriet Tate Britain. År 2005 fanns det på programmet Today:s kortlista över den största målningen i Storbritannien. Hon medverkar också i Hockney-biografin från 1974, A Bigger Splash.

### Inredning och möbeltyg
Efter upplösningen av äktenskapet fortsatte Birtwell med mode och designade för märket Radley under en tid, tills hon 1984 startade en butik på Westbourne Park Road i Bayswater och sålde tyger för hemmet. Återigen byggde hon upp ett rykte om innovativ och kvick design. Hennes första framgång kom med hennes egen version av ett djurtryck från 1500-talet som hon kallade Animal Solo, senare följt av det första, och mycket kopierade, tyget av vitt voile och muslintyger. Dessa tyger finns nu att se i många hem, hotell och offentliga utrymmen, inklusive Claridge's och The Lanesborough hotell i London, The Grand Hotel, Leeds och Dubai Hilton.

### Senare arbeten
Birtwell designade för det franska modehuset Cacharel medan Suzanne Clements och Inacio Ribeiro ledde designavdelningen där. 2005 tillkännagavs det att Birtwell skulle designa kläder åt high street-kedjan Topshop, med början på våren/sommaren 2006. De fyra kollektionerna var en succé och blev slutsålda. I april 2008 designade Birthwell en begränsad kollektion för den amerikanska modeåterförsäljaren Express. 2008 lanserade Millets ett sortiment av skor och kläder för camping och utomhusvistelse som hon hade designat. Nya linjer lades till i sortimentet för sommaren 2009. 2010 skapade hon en kollektion med 25 delar för John Lewis.
Hennes bok Celia Birtwell, skriven tillsammans med Dominic Lutyens, med fotografier, modeskisser och memoarer, publicerades av Quadrille 2011. 250 tygklädda samlingsboxar tillverkades i begränsad upplaga, och ett signerat exemplar av hennes bok och en exklusiv sidenscarf följde med.
Birtwell var skeppsbruten i radioprogrammet Desert Island Discs på BBC Radio 4 söndagen den 7 oktober 2012.
I programmet berättar en "skeppsbruten" vad den skulle vilja ha med sig om den blev strandsatt på en öde ö.

## Utmärkelse
Birtwell utsågs till kommendör av Brittiska imperieorden 2011.